# G20-Gipfel in Los Cabos 2012
Der G20-Gipfel in Los Cabos 2012 war das siebte Treffen der Staats- und Regierungschefs der Gruppe der zwanzig wichtigsten Industrie- und Schwellenländer (G20).
Er fand vom 18. bis 19. Juni 2012 im Centro Internacional de Convenciones von Los Cabos in der mexikanischen Ortschaft San José del Cabo statt.

## Hintergrund
Der abschließende Entwurf des Kommuniqués des G20-Gipfels in Toronto 2010 hatte die öffentliche Ankündigung enthalten, dass auf den Gipfel in Frankreich 2011 ein Gipfel 2012 in Mexiko folgen sollte.

## Vorbereitungen
Die Vorplanung für den Gipfel begann im Jahr 2010. Im Januar war die stellvertretende mexikanische Außenministerin Lourdes Aranda Gastgeberin eines Vorgesprächs in Mexiko-Stadt, an dem die Chefunterhändler der G20-Staaten teilnahmen.
In nur sieben Monaten wurde von dem mexikanischen Architekten Fernando Romero das Kongresszentrum entworfen und gebaut.

## Tagesordnung
Mexiko vertrat die Auffassung, die G20-Staaten sollten sich stärker auf eine Verringerung der Entwicklungsunterschiede zwischen den Ländern konzentrieren, und skizzierte Wege, wie das Forum die Entwicklungsländer sowohl in der Vision als auch in der konkreten Politik besser vertreten könnte. Unter der Führung von Präsident Felipe Calderón wollte Mexiko versuchen, den entwicklungspolitischen Schwerpunkt der G20 auszuweiten. Hinsichtlich der Finanzierung des Internationalen Währungsfonds (IWF) sagte Calderón, dass „es das erste Mal sein wird, dass der Fonds ohne die USA kapitalisiert wird, was die Bedeutung der Schwellenländer widerspiegelt“. Der brasilianische Finanzminister Guido Mantega ergänzte, dass die BRICS-Länder „einen zusätzlichen Beitrag an den IWF leisten werden, der auf dem Treffen der Staats- und Regierungschefs bekannt gegeben wird“, womit er auf einen Betrag in Höhe von etwa 75 Milliarden US-Dollar Bezug nahm, den die Gruppe im April angekündigt hatte. Die europäischen Staats- und Regierungschefs und -chefinnen wurden von den großen Volkswirtschaften unter Druck gesetzt, die Eurokrise zu lösen, nachdem die Partei Neue Demokratie 2012 die griechischen Parlamentswahlen gewonnen hatte.

## Teilnehmende
Zu den Teilnehmern zählten Vertreter der G20-Mitgliedstaaten und der Europäischen Union (EU).
Neben den Staats- und Regierungschefs nahmen verschiedene internationale Organisationen an dem Treffen teil.

## Nebenbesprechungen

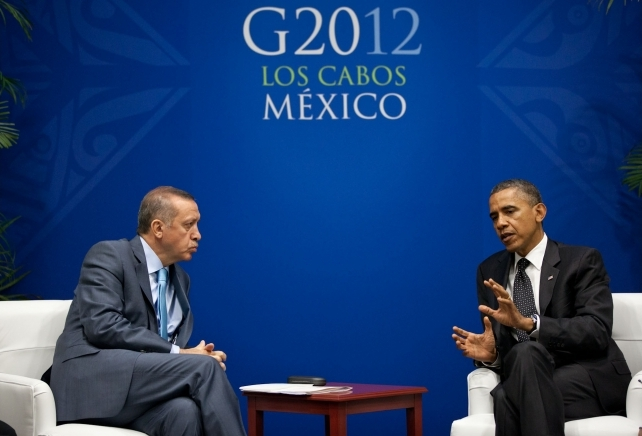
Der türkische Premierminister Recep Tayyip Erdogan spricht am 19. Juni 2012 mit US-Präsident Barack Obama.

US-Präsident Barack Obama kam vor dem offiziellen Gipfel zu einem anderthalbstündigen Treffen mit dem russischen Präsidenten Wladimir Putin zusammen, in dem die geplante Errichtung eines Raketenschutzschildes in Europa, eine mögliche Friedensregelung für Syrien sowie die bilateralen Beziehungen, einschließlich des Sergei Magnitsky Rule of Law Accountability Act, thematisiert wurden. Trotz bestehender Differenzen gaben Obama und Putin eine gemeinsame Erklärung über die kriegerischen Auseinandersetzungen in Syrien, 2011 und 2012, ab: „Um das Blutvergießen in Syrien zu beenden, fordern wir die sofortige Einstellung aller Gewalt. Wir sind vereint in der Überzeugung, dass das syrische Volk die Möglichkeit haben sollte, seine Zukunft unabhängig und demokratisch selbst zu bestimmen“.
Vor dem Hintergrund der griechischen Wahlen im Juni fand im Vorfeld des Gipfels auch ein bilaterales Treffen zwischen Bundeskanzlerin Angela Merkel und US-Präsident Barack Obama statt, in dem beide überein kamen, bei der Überwindung der europäischen Schulden- und Bankenkrise zusammenzuarbeiten.
Am Rande des Gipfels trafen zudem der britische Premierminister David Cameron und die argentinische Präsidentin Cristina Fernández de Kirchner aufeinander, wobei es zu einer Auseinandersetzung über die Souveränität der Falklandinseln kam. Kirchner nahm dabei Bezug auf die Resolution 40/21 der Generalversammlung der Vereinten Nationen vom November 1985, während Cameron auf das für 2013 geplante Referendum über die Souveränität der Falklandinseln hinwies. Cameron und Kirchner trennten sich in offenem Dissens.

## Das Kongresszentrum
Das in Los Cabos auf der Halbinsel Baja California gelegene Kongresszentrum wurde von dem mexikanischen Architekten Fernando Romero entworfen. Es wurde mit nachhaltigen, an das Wüstenklima angepassten Technologien gebaut und dient in Mexiko als Muster für grüne Technologie und nachhaltiges Design. Markantes Element ist eine grüne Wand, eine der größten der Welt.